# Hoedown Throwdown
"Hoedown Throwdown" é uma música da cantora americana pop Miley Cyrus, e é o quarto single da trilha sonora de Hannah Montana: The Movie. Foi lançado na Rádio Disney em 13 de Fevereiro de 2009, e lançada no iTunes como single exclusivo da Rádio Disney em 10 de Março de 2009. A música esteve na 5ª posição pelo iTunes no ano do lançamento.
A música "Hoedown Throwdown" atingiu o seu pico mais alto internacional na Irish Singles Chart foi numero 10. O single nunca recebeu um vídeo oficial, mas um video extraido de Hannah Montana: O filme foi utilizado para a promoção. Miley cantou a canção no set list de sua turnê mundial Miley Cyrus Wonder World Tour.

## Clipe

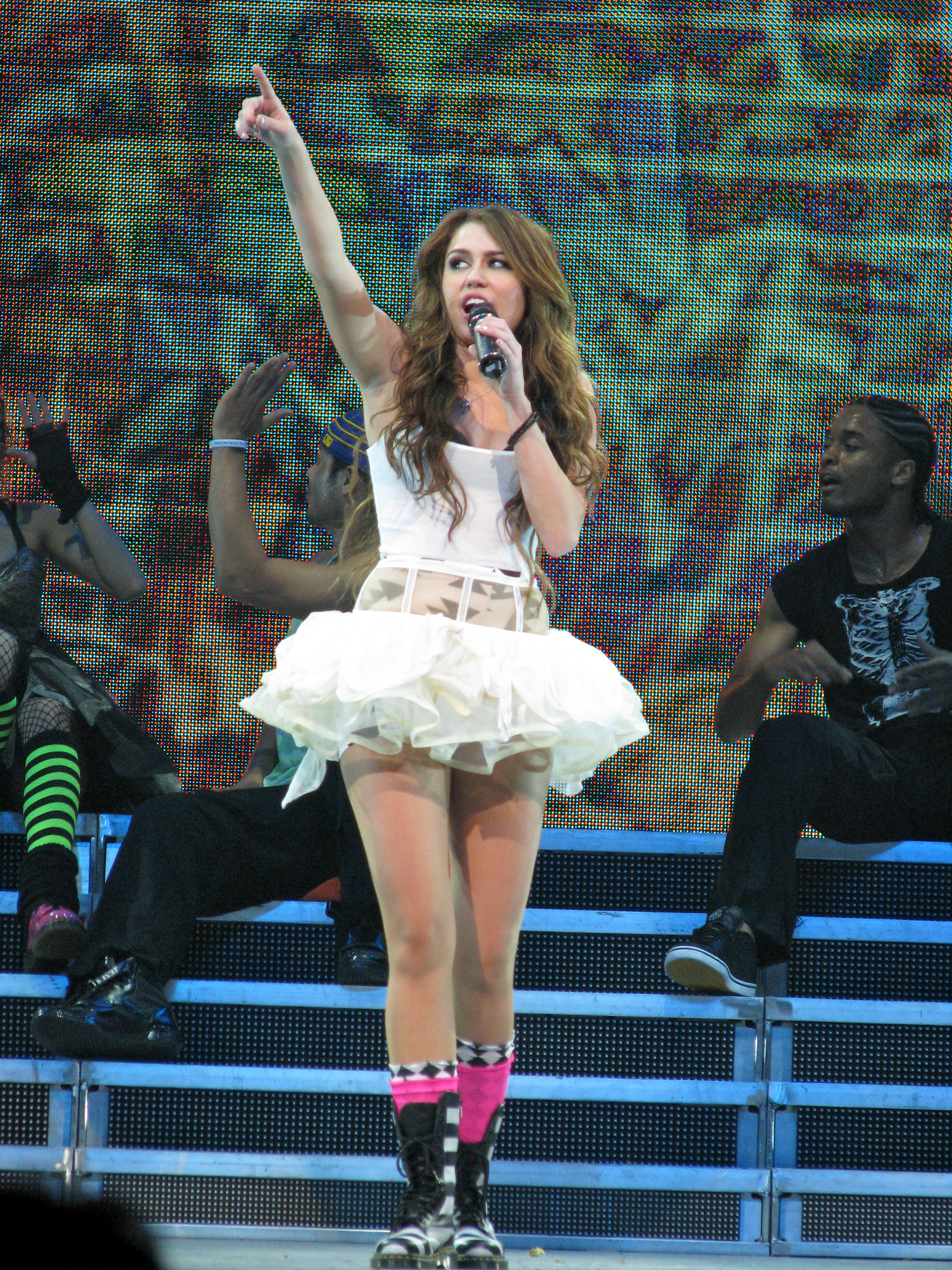
Cyrus cantando "Hoedown Throwdown" no Miley Cyrus Wonder World Tour.

O clipe de “Hoedown Throwdown” foi lançado em 16 de Fevereiro de 2009 na Disney Channel. O vídeo consistia em uma pequena versão da música com partes de como o single é usado no filme. Em 20 de Fevereiro de 2009, a Disney Channel colocou no ar o “How to do the Hoedown Throwdown” (Como fazer o Howdown Throwdown), um vídeo mostrando o passo a passo da música. Nele, estreou o coreógrafo do filme Jamal Sims, Miley Cyrus e os bailarinos.

## Faixas do CD
Faixas do iTunes Digital
1. Hoedown Throwdown
2. Entrevista Rádio Disney
3. How to do the Hoedown Throwdown

## Críticas
A canção foi considerada um pouco "pateta" pelos críticos. Mais criticada que "Hoedown Throwdown", só "Ice Cream Freeze (Let's Chill)", por esta última ser muito similar à primeira.
A canção recebeu críticas mistas, mas fez sucesso comercial e se tornou um hit no top vinte e várias nações, incluindo Austrália, Canadá, Irlanda, Noruega, Reino Unido e Estados Unidos.
As canções "Hoedown Throwdown", "Back to Tennessee", "Butterfly Fly Away", "Don't Walk Away", e "You'll Always Find Your Way Back Home" foram incluídas na pequena lista para o Oscar de melhor canção original na 82ª Annual Academy Awards.

## Paradas de Sucesso
A canção estreou no Billboard Hot 100 na 56ª posição, devido a um pequeno número de downloads. Na semana seguinte, ficou na 68ª posição, mas na terceira semana pulou para a 46ª posição. Devido ao lançamento do filme, a música tem tido uma afluência de vendas e atualmente está na 5ª posição no iTunes Top 100 Songs.
| Chart (2009)                               | Peak position |
| ------------------------------------------ | ------------- |
| Austrália Australian Singles Chart         | 20            |
| Áustria Ö3 Austria Top 40                  | 41            |
| Canadá Canadian Hot 100                    | 15            |
| União Europeia European Hot 100            | 50            |
| Alemanha German Singles Chart              | 66            |
| Irlanda Irish Singles Chart                | 10            |
| Nova Zelândia New Zealand Singles Chart    | 40            |
| Noruega Norwegian Singles Chart            | 17            |
| Suíça Swiss Singles Chart                  | 87            |
| Reino Unido UK Singles Chart               | 18            |
| Estados Unidos Billboard Hot 100           | 18            |
| Estados Unidos Billboard Pop 100           | 29            |
| Estados Unidos Billboard Hot Digital Songs | 8             |

### Certificações
| País      | Certificação |
| --------- | ------------ |
| Austrália | Ouro         |

## Créditos
- Vocal – Miley Cyrus
- Produtor – Adam Anders, Nikki Hassman
- Produtor Vocal – Adam Anders, Nikki Hassman
- Compositores – Adam Anders, Nikki Hasman
- Mixer e Adicionais – Jeremy Luzier